# 大賀俊勝
| おおがとしかつ 大賀俊勝 | おおがとしかつ 大賀俊勝 | おおがとしかつ 大賀俊勝                                                          |
| ----------------------- | ----------------------- | -------------------------------------------------------------------------------- |
| 生誕                    |                         | 1978年7月23日（45歳） 🇯🇵日本・島根県浜田市                                       |
| 国籍                    |                         | 🇯🇵日本                                                                           |
| 身長                    |                         | 172cm                                                                            |
| 職業                    |                         | 実業家・建築家・タレント                                                         |
| 居住地                  |                         | 🇯🇵日本・神奈川県 🇻🇳ベトナム・ダナン（Da Nang ）                                  |

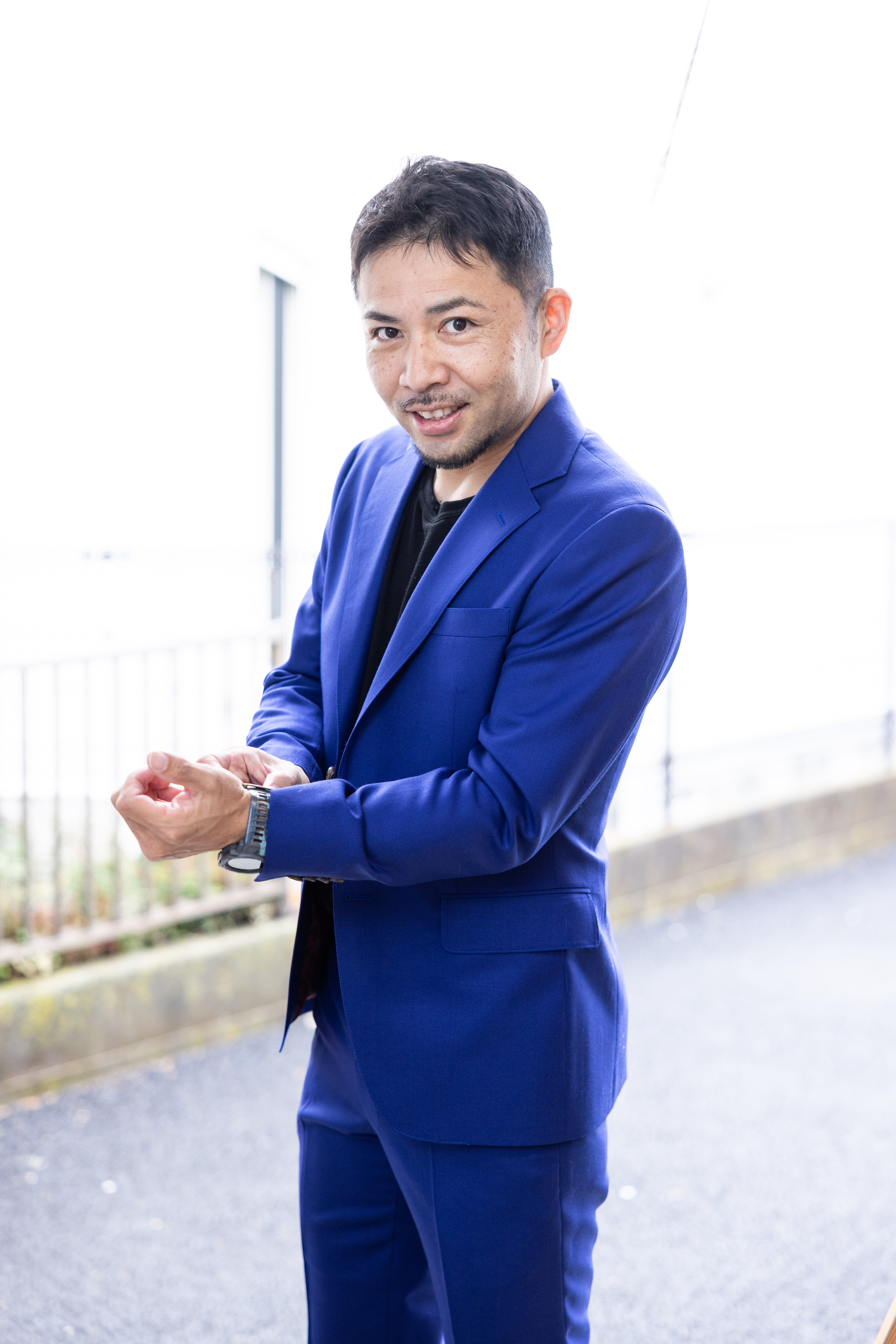
撮影中の大賀俊勝　2022

| 関連企業                |                         | THEHORIZ音s株式会社 MUGAWAY合同会社 OGA社 ELGRAND.com co.,ltd.・ベトナム現地法人 |

大賀 俊勝（ おおがとしかつ、1978年7月23日生まれ）は、島根県出身の日本の実業家。
MUGAWAY合同会社・THE HORIZONs株式会社・OGA社・ELGRAND.com co.,ltd.・代表社員/代表取締役。
MUGAWAY合同会社で、国内の空き家再生に力を入れる。

## 人物
•幼少期は島根県浜田市で育つ。
•自身が職人であったことから、より良い職人の在り方を追求し、世の中に貢献出来る人材の育成及び研究を行っている。
また、消費者側サイドに立った、間違った買い物・失敗しない買い物、といった知識の共有も行なっている。
•人付き合いがうまく、すぐに友達になれる才能がありながら、同時に独創的で革新的な発想を持つ一面があるため、幼い頃から周囲には異端者として見られてきた。
•祖父に旭日章叙勲・元全国内水面漁業協同組合連合会代表幹事・元島根県内水面漁業協同組合連合会会長：大賀初義

大叔父に能面師、全国能面公募展2年連続大賞受賞：大賀信義を持つ。
•無類のボクシング好きで会場には頻繁に足を運ぶ。

## 経歴・概要
1995年・中学卒業後、建築の世界に大工見習いとして入る。
2001年・23歳の時に趣味のサーフィンに没頭し、神奈川県平塚市に移住したが、やがてオーストラリアへと移住する。2年半の滞在を経て帰国する。
2005年・27歳で建設会社、OGASHOWTENを神奈川県で起業する。
2020年・MUGAWAY合同会社を設立し、アメリカ大使館職員官舎のリノベーション工事や、高級レジデンス、プール付き別荘等、多くの建設に従事する。
“歴史を踏まえ、未来の生活を守り時代を彩る家屋づくり“
は、代名詞である。
現在はTHE HORIZ音s株式会社を経営し、建設の分野から派生した事業で、人々の生活を豊かにすることに注力している。
現在MUGAWAY合同会社では、国内の空き家再生に力を入れている。
芸能関係の仕事にも従事した経験があり、企業CMやドラマ、映画等に出演した過去があり、異色の略歴の持ち主である。